# NGC 2148
NGC 2148 è una vasta e lontana galassia a spirale situata nella costellazione del Pittore, a una distanza di circa 492 milioni di anni luce dalla nostra Via Lattea.

## Scoperta
La galassia è stata scoperta il 4 dicembre 1834 dall'astronomo britannico John Herschel.

## Descrizione
NGC 2148 ha una classe di luminosità II.